# Walt Brown
Walt Brown (30 de dezembro de 1910 – 29 de julho de 1951) foi um automobilista norte-americano.
Brown esteve em cinco (três) 500 Milhas de Indianápolis (duas quando a prova fazia parte do calendário da Fórmula 1 de 1950 até 1960): 1947, 1948 (não se qualificou), 1949 (não se qualificou) (compartilhou com Emil Andres), 1950 e 1951.
Seu melhor resultado foi o 7º lugar em 1947.